# 8616 Фоґелквіст
8616 Фоґелквіст (8616 Fogelquist) — астероїд головного поясу, відкритий 16 березня 1980 року.
Тіссеранів параметр щодо Юпітера — 3,545.